# Boksen in Suriname
Boksen is in Suriname een sport die op wedstrijdniveau minimaal sinds 1911 beoefend wordt. De overkoepelende organisatie, de Surinaamse Boks Bond, is lid van het Surinaams Olympisch Comité en de International Boxing Federation.

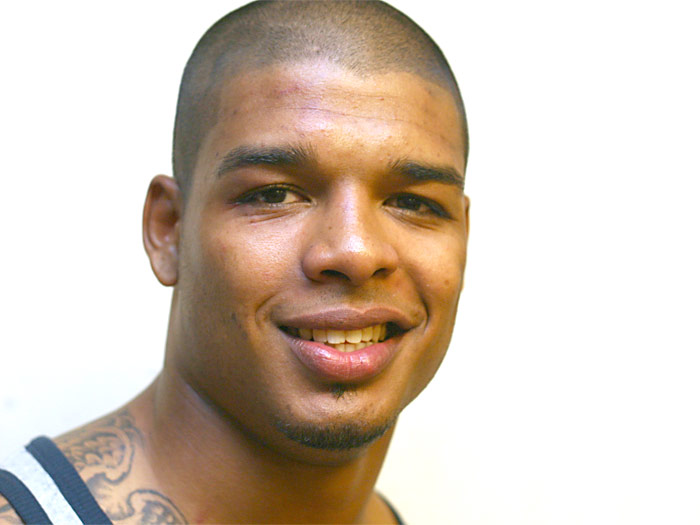
Bokser Tyrone Spong, 2009

Tyrone Spong is een bokser die in Paramaribo werd geboren en op zijn vijfde is verhuisd naar Nederland. Tijdens wedstrijden komt hij uit voor Suriname.

## Geschiedenis

### Eerste ontwikkelingen
Het is niet bekend wanneer boksen als sport zijn intrede deed in Suriname. Begin 19e eeuw waren de weddenschappen onder Engelsen bij het boksen wel al bekend in Suriname. De Surinaamse Courant schreef daar in 1830 een afkeurend artikel over.
Het boksen werd als sport minimaal voor de Eerste Wereldoorlog in Suriname geïntroduceerd. Dit blijkt uit een wedstrijd die op 4 september 1911 in de Sociable Hall werd georganiseerd tussen Taylor en Braffith. Deze wedstrijd wordt gezien als een zwarte bladzijde in de Surinaamse boksgeschiedenis. Voorafgaand aan de wedstrijd brak er onder de toeschouwers een paar keer een gevecht uit om een zitplaats, waarbij meerdere vrouwen onder de voet werden gelopen en gewond raakten. Vervolgens verdween de organisator vroegtijdig met het geld. Als gevolg van de gebeurtenissen duurde het tientallen jaren voordat er in Suriname weer een vergunning voor een bokswedstrijd werd afgegeven.

### Professionalisering
De oprichting van de Surinaamse Boks Bond vond plaats op 21 december 1955. In de jaren erna werd het boksen in verenigingsverband bevorderd, onder meer door op elke maandag twee verenigingen tegen elkaar te laten boksen. Op 28 april 1961 vond het eerste gevecht om de Surinaamse titel plaats. De eerste titel werd gewonnen door Ronald Riedewald.
In 1962 vond een hoogtepunt plaats in de Surinaamse bokssport, toen de Amerikaanse ex-wereldkampioen Sugar Ray Robinson in het Suriname Station (nu André Kamperveenstadion) een demonstratiewedstrijd gaf tegen de Amerikaanse bokser Otis Woodward. Terwijl de populariteit van de bokssport in de jaren 1970 terugliep, was er in 1979 opnieuw een hoogtepunt, met het bezoek van de Amerikaanse bokskampioen Muhammad Ali. Rond diezelfde jaren bevorderde Roy Bottse de bokssport in Suriname; hij had tot 1980 ook een eigen boksschool.